# Бидон, Брено
Бре́но де Со́уза Бидо́н (порт.-браз. Breno de Souza Bidon; родился 20 февраля 2005, Сан-Паулу) — бразильский футболист, полузащитник клуба «Коринтианс».

## Клубная карьера
Выступал за юношеские команды футбольных клубов «Португеза Деспортос», «Гремио Озаску» и «Коринтианс». 10 марта 2024 года дебютировал в основном составе «Коринтианс» в матче Чемпионата Паулиста против клуба «Агуа Санта». 20 апреля 2024 года дебютировал в бразильской Серии A в матче против «Ред Булл Брагантино».

## Карьера в сборной
В сентябре 2024 года дебютировал в составе сборной Бразилии до 20 лет.

## Достижения
Сборная Бразилии
- Чемпион молодёжного чемпионата Южной Америки: 2025